# Когут, Иван Владимирович
Ива́н Влади́мирович Ко́гут (укр. Іван Володимирович Когут; 31 августа 1998, Озерянка, Тернопольская область) — украинский футболист, полузащитник одесского «Черноморца».

## Биография
Родился в Тернопольской области, воспитанник зборовской ДЮСШ, в составе которой выступал в юношеских турнирах чемпионата Тернопольской области. В ДЮФЛУ играл за «Тернополь», а также за золочевский «Сокол» в юношеском чемпионате Львовской области.
Взрослую футбольную карьеру начал в 2015 году в «Золочеве», выступавшем в чемпионате Тернопольской области. Затем играл за «Ниву» (Бережаны). С 2016 по 2017 год защищал цвета чортковского «Кристалла» в чемпионате Тернопольской области и любительском чемпионате Украины.
Зимой 2018 года перебрался в «Агробизнес». В футболке волочисского клуба дебютировал 31 марта 2018 года в победном (2:1) домашнем поединке 20-го тура группы «А» Второй лиги Украины против винницкой «Нивы». Иван вышел на поле в стартовом составе, а на 57-й минуте его заменил Николай Когут. В сезоне 2017/18 помог команде стать победителем Второй лиги. В Первой лиге Украины дебютировал 29 июля 2018 года в ничейном (0:0) выездном поединке 2-го тура против краматорского «Авангарда». Когут вышел на поле на 87-й минуте, заменив Игоря Бойчука. Дебютным голом за «Агробизнес» отличился 7 июля 2020 года на 71-й минуте победного (3:2) выездного поединка 20-го тура Первой лиги против львовского «Руха». Игорь вышел на поле на 65-й минуте, заменив Сергея Семенюка.

## Семья
Брат-близнец, Николай, также профессиональный футболист